# La pell freda (pel·lícula)
La pell freda (originalment en anglès, Cold Skin) és una pel·lícula de ciència-ficció i terror francoespanyola del 2017 dirigida per Xavier Gens i basada en la novel·la homònima del 2002 d'Albert Sánchez Piñol. La pel·lícula es va estrenar el 20 d'octubre de 2017 a Espanya. Samuel Goldwyn Films va distribuir la pel·lícula als Estats Units. S'ha doblat al català.

## Repartiment
- Ray Stevenson com a Gruner
- David Oakes com a amic
- Aura Garrido com Aneris
- John Benfield com el capità Axel
- Iván González com a jove oficial
- Winslow Iwaki com a senegalès
- Ben Temple com a oficial del vaixell

## Rebuda
La pell freda ha recaptat un total mundial de 752.552 dòlars. A l'agregador de ressenyes Rotten Tomatoes, la pel·lícula té una puntuació d'aprovació del 48% basada en 27 crítiques i una puntuació mitjana de 6,10 sobre 10. El consens crític del lloc web diu: "La pell freda exerceix una forta empenta visual, encara que tota aquesta atmosfera gelada no sigui un substitut realment satisfactori d'una història que s'atreveix a anar a un lloc diferent".